# Потанцюймо? (фільм, 2004)
«Потанцюймо?» (англ. Shall We Dance) — романтична комедія режисера Пітера Челсома з Річардом Гіром і Дженніфер Лопес у головних ролях.
Ремейк оригінального однойменного японського фільму 1996 року з Кодзі Якусе в ролі пана Суґіями.

## Сюжет
Джон Кларк має гарну роботу й люблячу сім'ю, проте відчуває якусь незадоволеність. Кілька разів, повертаючись із роботи додому, він бачить у вікні танцювальної студії гарну дівчину. Зачарований, Джон приходить до цієї школи й записується на уроки бальних танців, сподіваючись зблизитися з нею. Втім, новачків навчає інша жінка — власниця студії міс Мітсі. Разом із ним займаються ще два молоді хлопці: Чік хоче танцювати, щоби мати попит у дівчат, а Верн бажає навчитися танцю перед весіллям.
Дівчина Поліна зі своїм коханим — партнером по танцю — потерпіла невдачу на великому танцювальному конкурсі в Англії. У розпачі вона втекла до Чикаго й працює тут у маленькій студії.
Джон потайки від усіх продовжує займатися танцями, але сім'я помічає, що він затримується після роботи й дивно поводиться. Його дружина Беверлі наймає приватного детектива для стеження за чоловіком.
Джон намагається познайомитися з Поліною ближче, але вона каже, що не варто шукати стосунків у школі танців, і тримає дистанцію.
Детектив намагається залицятися до Беверлі, але вона, дізнавшись, що чоловік їй не зраджує, відмовляється від його послуг.
Джон боїться зустрічі з Поліною й думає кинути танці, та все ж наважується повернутися до занять. Поліна просить вибачення за ту холодну розмову, бо тепер вона бачить, що він усе одно прийшов, отже він тут заради танцю.
На занятті Джон впізнає свого замаскованого колегу. Через те, що зазвичай люди вважають бальні танці нечоловічим заняттям, Лінк соромиться свого хобі й танцює в перуці, а на роботі вдає, що любить «чоловічі» види спорту. Виявляється, що Верн також не сказав всієї правди про себе — він боїться, що через його надмірну вагу його дівчина відмовиться від нього, тому насправді він за допомогою танців хоче схуднути перед тим, як робити пропозицію.
Наближаються танцювальні змагання серед любителів, і всіх новачків готують до виступу. Напередодні турніру Джон ділиться своїми хвилюваннями щодо власних сил. Тоді Поліна просить годину його часу, і вони проводять залишок вечору вдвох у студії у пристрастному танці.
Детектив розповів Беверлі про змагання, й вона прийшла з донькою підтримати свого чоловіка. Всі добре виступили: Чіку дали дівчину в партнерки, Верн танцював зі своєю коханою, Лінку під час виступу довелося позбутися перуки, втім, разом із нею він позбавився й відчуття сорому. А Джон під час танцю помітив свою сім'ю, розгубився і втратив рівновагу. Його зусилля закінчилися невдачею. Його дружина втекла з донькою додому.
Джон пояснює Беверлі свої таємні дії тим, що він, будучи щасливим, соромився хотіти стати ще щасливішим.
Поліна, натхненна Джоном, збирається повернутися до танцювальних змагань у Європі й запрошує його на свою прощальну вечірку, але він не бажає йти. Навіть коли дружина дарує йому бальні черевики, він взуває їх і прямує до неї на роботу, зізнається в коханні й танцює з нею. Наприкінці вечора вони дістаються студії, і Джон із Поліною танцюють прощальний танець.
У кінці всі знаходять своє щастя й танцюють. Чік виявляється геєм і танцює з партнером, Верн танцює з нареченою на весіллі, Джон і Беверлі закохано танцюють на кухні вдома, Поліна з новим партнером змагаються на престижному фестивалі танців у Блекпулі.

## У ролях
| Актор               | Роль                                |
| ------------------- | ----------------------------------- |
| Річард Гір          | Джон Кларк                          |
| Дженніфер Лопес     | Поліна                              |
| Сюзен Серендон      | Беверлі Кларк                       |
| Ліза Енн Волтер     | Боббі                               |
| Стенлі Туччі        | Лінк                                |
| Аніта Джиллетт      | міс Мітсі                           |
| Боббі Каннавале     | Чік                                 |
| Омар Міллер         | Верн                                |
| Тамара Хоуп         | Дженна Кларк                        |
| Старк Сендс         | Еван Кларк                          |
| Річард Дженкінс     | Девайн                              |
| Нік Кеннон          | Скотт                               |
| Карина Смирнофф     | партнерка Лінка                     |
| Майя Геррісон (Mýa) | наречена Верна                      |
| Джа Рул             | хіп-хопер у барі (камео)            |
| В'ячеслав Крикливий | партнер Поліни у Блекпулі (в кінці) |